# 蓝绿光鳃鱼
蓝绿光鳃鱼（学名：Chromis virides）为輻鰭魚綱鱸形目隆頭魚亞目雀鲷科光鳃鱼属的鱼类，俗名蓝绿光鳃雀鲷、黄光鳃鱼、青魔。其种加词“viridis”意为“绿色的”。

## 分布
本魚分布于印度太平洋區，包括東非、紅海、留尼旺、葛摩、馬爾地夫、斯里蘭卡、泰國、越南、日本、臺灣、印尼、中國、菲律賓、馬來西亞、澳洲、新幾內亞、吉里巴斯、帛琉、東加、萬那杜等海域。该物种的模式产地在新几内亚。

## 深度
水深10至12公尺。

## 特徵
本魚體側扁，呈卵圓形，體色藍綠色，腹部較淡，尾鰭叉形。築巢期間雄魚體偏黃綠色，背鰭及胸鰭變黑色，背鰭硬棘12枚；背鰭軟條9至11枚；臀鰭硬棘2枚；臀鰭軟條9至11枚，體長可達8公分。

## 生態
本魚棲息在珊瑚礁區，屬雜食性，以浮游動物及藻類等為食，繁殖期在4至8月，进入求偶期之前，身上会浮现出一层淡黄色，
雄魚築巢吸引數尾雌魚產卵，並會護卵，以尾鰭擺動水流增加卵的氧氣量。

## 經濟利用
為觀賞性魚類。

## 飼養[2]
它们却个性温顺，除非,活动范围太过狭窄
否则，不会主动驱逐其它鱼类；在中型,或大型缸里,饲养七条以上也不是问题，小型缸里,可以饲养兩至三条，但要注意，它们是魔仔之中,最体弱的品种，适应力比较低。